# La Corde au cou (Buffy)
Pour les articles homonymes, voir La Corde au cou.
La Corde au cou est le 16e épisode de la saison 6 de la série télévisée Buffy contre les vampires.

## Résumé
Le grand jour du mariage entre Anya et Alex est enfin arrivé. Une certaine tension existe entre la famille d'Alex et les invités d'Anya (des démons que les autres invités prennent pour une famille de gens du cirque). Buffy veille à désamorcer les situations les plus explosives. Un vieil homme arrive par magie à Sunnydale. Il s'agit d'Alex qui arrive du futur pour prévenir l'Alex du présent de ce qui l'attend s'il épouse Anya. Il lui fait entr'apercevoir son futur dans une boule de cristal, principalement comment leur mariage va les rendre tous deux malheureux et aigris. Alex fuit le lieu de la cérémonie. Anya finit par apprendre la nouvelle accidentellement. C'est la goutte qui fait déborder le vase pour les invités qui s'impatientent et une bagarre générale éclate entre la famille d'Alex et les démons. 
Anya va parler au vieil homme qui prétend être Alex. Celui-ci se révèle être un démon qu'Anya a maudit presque un siècle plus tôt. Il est venu se venger. Il a montré de fausses visions à Alex qui l'ont poussé à fuir. Il frappe ensuite Anya. Buffy intervient et Alex revient alors. Avec la Tueuse, ils massacrent le démon. Anya interrompt alors la bagarre générale pour que le mariage commence mais Alex lui annonce qu'il n'est plus prêt à se marier. Il part à nouveau. Anya est très déprimée. D'Hoffryn vient lui proposer de reprendre ses activités de démon vengeur.

## Statut particulier
Cet épisode marque la fin de la relation entre Alex et Anya. Pour Nikki Stafford, l'épisode « est le premier d'une série de sept épisodes fantastiques qui conduisent à la fin de la saison » et il « dépeint parfaitement le jour d'un mariage dans tout son potentiel horrifiant ». Noel Murray, du site The A.V. Club, estime que c'est un bon épisode jusqu'aux dix dernières minutes mais il déteste la façon dont il se termine, pensant que les raisons d'Alex pour renoncer au mariage malgré tout ne sont pas crédibles et que la fin traite « avec désinvolture et abruptement » du thème de la destinée et du libre-arbitre. Les rédacteurs de la BBC délivrent également des critiques très mitigées avec, du côté positif, les interprétations des acteurs principaux et notamment de Nicholas Brendon et les moments comiques de l'épisode et, du côté négatif, la relative faiblesse du scénario et les clichés mélodramatiques utilisés. Mikelangelo Marinaro, du site Critically Touched, lui donne la note de B, trouvant que « la décision d'Alex d'abandonner Anya au pied de l'autel est parfaitement traitée dans l'écriture et le jeu d'acteur » et que l'épisode, « sans être spécialement spectaculaire », fonctionne bien dans l'ensemble en dehors de quelques scènes « impliquant principalement les interactions entre la famille d'Alex et les démons ».
En 2002, l'épisode a reçu des nominations aux Emmy Awards dans les catégories du meilleur maquillage et des meilleures coiffures pour une série.

## Distribution

### Acteurs et actrices crédités au générique
- Sarah Michelle Gellar : Buffy Summers
- Nicholas Brendon : Alexander Harris
- Emma Caulfield : Anya Jenkins
- Michelle Trachtenberg : Dawn Summers
- James Marsters : Spike
- Alyson Hannigan : Willow Rosenberg

### Acteurs et actrices crédités en début d'épisode
- Casey Sander : Tony Harris
- Kali Rocha : Halfrek
- Andy Umberger : D'Hoffryn
- Lee Garlington : Jessica Harris
- Jan Hoag : Cousine Carol
- George D. Wallace : Alex vieux
- Amber Benson : Tara Maclay
- Steven Gilborn : Oncle Rory

### Acteurs et actrices crédités en fin d'épisode
- James Charles Leary : Clément